# Tomasz Mamzer
Tomasz Mamzer (ur. 12 grudnia 1903 w Kiku, zm. 4 września 1939 w Gostyni) – polski duchowny katolicki, administrator parafii w Gostyni na Górnym Śląsku, rozstrzelany przez oficera Wehrmachtu.

## Biografia
Tomasz Mamzer urodził się w Kiku części Mokrska w powiecie wieluńskim 12 grudnia 1903 roku. Rodzice Roch i Filipina z d. Bralińska byli rolnikami. Nauki pobierał w Ostrzeszowie i Pszczynie, gdzie zdał maturę 8 czerwca 1926 roku. Nie mogąc dostać się do Seminarium Częstochowskiego, wstąpił do Śląskiego Seminarium w Krakowie. Studia filozoficzno-teologiczne odbył na Wydziale Teologicznym Uniwersytetu Jagiellońskiego w latach 1926–1931. Święcenia kapłańskie przyjął 21 czerwca 1931 roku.
Na przełomie lipca i sierpnia 1931 pełnił obowiązki duszpasterskie w parafii w Dąbrówce Małej. Od 27 sierpnia 1931 roku był duszpasterzem w parafii w Istebnej, gdzie obowiązki proboszcza pełnił ks. Emanuel Grim. Od 30 sierpnia 1935 pracował w Zebrzydowicach. Od marca 1939 był administratorem parafii w Gostyni, gdzie dokończył jeszcze przed wybuchem II wojny światowej budowę murowanego kościoła, rozpoczętą przed poprzednika ks. Piotra Pawełczyka.
Na przygotowanej jeszcze przed wojną przez mniejszość niemiecką liście osób „przeznaczonych do schwytania” (niem. Sonderfahndungsbuch Polen) znajdował się prawdopodobnie zmarły nagle w lutym 1939 roku poprzedni proboszcz gostyński, zasłużony działacz propolski doby plebiscytu i powstań śląskich ks. Pawełczyk, co mogło być powodem zatrzymania i rozstrzelania ks. Mamzer po wkroczeniu Niemców do miejscowości. Istnieją również świadectwa sugerujące, że z wieży kościelnej zostały oddane strzały w kierunku kolumny wojskowej. 4 września 1939 roku oficer Wehrmachtu zastrzelił ks. Tomasza Mamzera i innych mieszkańców Gostyni w pobliżu kościoła parafialnego. Kapłan został pochowany na cmentarzu parafialnym w Gostyni.
Osoba ks. Tomasza Mamzera została upamiętniona na tablicach:
- w przedsionku katowickiej archikatedry[8],
- na tablicy w kościele parafialnym w Mokrsku (odsłonięta 28 września 2003)[6].
- na tablicy w kościele św. Marii Magdaleny w Cieszynie (odsłonięta 19 grudnia 2024)[9]